# Johan Walraven van Winkoop
Johan (Jo) Walraven van Winkoop, ook Johan van Walraven van Winkoop en J. W. van Winkoop (Jember (Java), 17 maart 1893 - Laren, 5 februari 1978) was graficus, schilder, aquarellist, pentekenaar, pastellist, etser, wandschilder en docent middelbaar onderwijs.
Van Winkoop kreeg zijn opleiding aan de Rijksnormaalschool voor Teekenonderwijzers en de Rijksakademie van beeldende kunsten in Amsterdam. Tot zijn leermeesters aan de Rijksacademie behoorden Antoon Derkinderen en Nicolaas van der Waay. Ook  kreeg hij les van Gerrit van Dokkum. In 1913 behaalde hij de akte M.O. tekenen, onder leiding van Willem Molkenboer.
In 1938 verhuisde hij van Utrecht naar Baarn. Hier gaf hij les aan Het Baarnsch Lyceum, waarvoor hij ook een wandschildering maakte. Na de oorlog werkte hij in Haarlem en van 1946 tot 1950 in Delft. In Delft werkte hij als lector aan de aan de subafdeling Handtekenen van de Technische Universiteit Delft samen met W.A.E. van der Pluym. Pluim was hoogleraar Geschiedenis der Bouwkunst en Kunstgeschiedenis. Vanaf 1950 werkte Jo van Winkoop in Blaricum.
Zijn genre bestond uit haven- en stadsgezichten van Utrecht en omgeving, stillevens, dieren, planten en portretten. Hij legde dit in de vorm van etsen en tekeningen vast met olieverf, pastel en aquarel.
Naast het lidmaatschap van de Schilder- en teekengenootschap Kunstliefde in Utrecht (1944-1969) was hij lid van Vereeniging Sint Lucas in Amsterdam (1944-1969) en de BBK.
- Biografisch Portaal: 34840382
- RKD-Nederlands Instituut voor Kunstgeschiedenis: 110273